# سفيتلانا تساروكايفا
سفيتلانا كاسبولاتوفنا تساروكيفا (الروسية: Светлана Касполатовна Царукаева) (من مواليد 25 ديسمبر 1987) رافعة أثقال روسية، حصلت تساروكايفا في البداية على ميدالية فضية في أولمبياد صيف 2012 في حدث  63 كغم سيدات. ومع ذلك ، في 27 يوليو 2016 ، أفاد الاتحاد الدولي لرفع الأثقال أنه في الموجة الثانية للجنة الأولمبية الدولية لإعادة أخذ العينات لانتهاكات المنشطات في الألعاب الأولمبية الصيفية 2012 ، أثبتت عيناتها أنها إيجابية بالنسبة للستيرويد. أُعلن في 5 أبريل 2017 أنه نتيجة لإعادة اختبار العينات، لانتهاكها المنشطات تم استبعادها من أولمبياد 2012، وسُحبت ميداليتها الفضية.